# Gunnar Thoroddsen
Gunnar Thoroddsen est un avocat et homme d'État islandais né le 29 décembre 1910 à Reykjavik et mort le 25 septembre 1983 dans cette même ville.

## Biographie
Membre du Parti de l'indépendance, il est élu à l'Althing en 1934. Il occupe le poste de maire de Reykjavik de 1947 à 1959, puis devient ministre des Finances de 1959 à 1965. Après trois années à l'étranger comme ambassadeur au Danemark, il se présente à l'élection présidentielle de 1968, il est battu par Kristján Eldjárn. Il est encore ministre de l'Industrie et des Affaires sociales de 1974 à 1978.
Thoroddsen devient Premier ministre de l'Islande en février 1980. Il est à la tête d'un gouvernement de coalition réunissant des membres sécessionnistes du Parti de l'indépendance, ainsi que des représentants du Parti du progrès et de l'Alliance populaire. On lui diagnostique une leucémie fin 1982, qui diminue ses forces et l'incite à ne pas se représenter aux élections législatives de 1983. Il laisse sa place à la tête du gouvernement à Steingrímur Hermannsson après le scrutin, fin mai 1983, et meurt quelques mois plus tard.